# Fluoreto de cobalto(III)
Fluoreto de cobalto(III) é um composto inorgânico de fórmula química CoF3. É altamente reativo e utilizado para sintetizar compostos organofluorados.  CoF3 é um ótimo agente de fluoretação que forma como subproduto CoF2.